# 慕容懿
慕容懿，昌黎棘城（今辽宁省义县西北）人，后燕宗室，是慕容评的孙子，封上庸公。
407年，慕容熙下令修筑肥如城、宿军城，以仇尼倪为镇东大将军、营州刺史，镇宿军（今辽宁省北镇市），上庸公慕容懿为镇西将军、幽州刺史，镇令支（今河北省迁安市西）；尚书刘木为镇南大将军、冀州刺史，镇肥如（今河北省卢龙县北）。不久，后燕天王慕容熙被杀，慕容云即位，恢复原名高云，建立北燕政权。慕容懿献出自己的辖地令支，投降北魏。北魏任命慕容懿为平州牧、昌黎王。后以谋反伏诛。